# Hurricane (песня Боба Дилана)
«Hurricane» — песня Боба Дилана из альбома Desire. Написана Диланом в соавторстве с Жаком Леви и является протестом против тюремного заключения Рубина «Урагана» Картера. Музыкант обращает внимание слушателей на факты расизма, сыгравшие не последнюю роль в ложном исходе судебного процесса против Картера.

## История создания
Рубину Картеру и ещё одному человеку по имени Джон Артис было предъявлено обвинение в тройном убийстве во время ограбления бара Lafayette Grill в городе Патерсон, штат Нью-Джерси в 1966 году. Картер и Артис были признаны виновными, в освещении этого дела большое внимание уделялось расовым аспектам. В последующие годы по делу возникло множество споров, включая заявления о неубедительности доказательств, сомнительности показаний очевидца и несправедливости исхода судебного процесса. Картер в своей автобиографии настаивал на собственной невиновности. Столь противоречивые факты заставили Дилана лично посетить тюрьму «Ист Джерси Стейт Призон» в Нью-Джерси.
По словам Жака Леви:

Боб не был уверен, сможет ли он написать песню… Его просто переполняли чувства об Урагане. Но он не мог сделать первый шаг. Я подумал написать песню по типу истории. Не помню, чья была идея сделать это. Но уже в начале песни есть словно ремарки, которые вы можете прочесть в сценарии: Pistol shots ring out in a barroom night… Here comes the story of the Hurricane. (рус. Среди ночи в баре раздались выстрелы… Так началась история об Урагане.) Бам! Титры. Вы знаете, Боб любит кино и он может написать фильм длиной в восемь-десять минут и он будет такой же полноценный, как обычные фильмы.

После встречи с Картером Дилан с группой своих сторонников начал писать «Hurricane». Песня стала одной из немногих так называемых «песен протеста» 1970-х. В чартах Billboard она достигла 33-й строчки, став четвёртым успешным синглом музыканта 70-х годов.

## Повторная запись
Песня вызвала неоднозначную реакцию руководства Columbia Records, компания опасалась судебных исков. Дилан был вынужден перезаписать «Hurricane» с изменённым текстом. Однако, даже смягчённая версия песни по-прежнему вызывала разногласия. Например, Картера как боксёра Дилан описал «номером один», но согласно спортивному журналу The Ring во время своего ареста он занимал девятое место и никогда не оценивался выше третьего. Журналисты Herald News, бывшие на месте преступления, поставили под сомнение объективность песни Дилана и обвинили музыканта в излишней поэтической вольности.
Тем не менее, благодаря «Hurricane» дело Картера стало известно широкой общественности и в защиту Урагана собралась народная поддержка. Дилан со своими сторонниками сыграл благотворительный концерт в Нью-Йорке, в ходе которого были собраны средства на повторный судебный процесс. В 1976 году Картер вновь был осуждён на два пожизненных срока. Лишь в 1985 году федеральный судья окружного суда Соединённых Штатов в округе штата Нью-Джерси постановил, что Картер не получил должного судебного разбирательства и все обвинения против него были построены на расизме, а не на разуме. В 1988 году судья подал ходатайство о прекращении дела и все обвинения против Картера были сняты.